# Cybosia flavobscura
Cybosia flavobscura là một loài bướm đêm thuộc phân họ Arctiinae, họ Erebidae.